# Terrence Thomas Prendergast
Terrence Thomas Prendergast, S.J. (Montreal, 19 de fevereiro de 1944), é um ministro canadense e arcebispo católico romano emérito de Ottawa-Cornwall.

## Vida
Terrence Thomas Prendergast ingressou na ordem Jesuíta, fez sua profissão em 15 de agosto de 1963 e foi ordenado sacerdote em 10 de junho de 1972 pelo bispo auxiliar de Toronto, Thomas Benjamin Fulton.
Em 22 de fevereiro de 1995, o Papa João Paulo II o nomeou Bispo Auxiliar de Toronto e Bispo Titular de Sleben. O Arcebispo de Toronto, Aloysius Matthew Ambrozic, o consagrou em 25 de abril do mesmo ano; Os co-consagradores foram Thomas Benjamin Fulton, ex-bispo de Santa Catarina, e Attila Miklósházy SJ, comissário pastoral para a Hungria. Como lema escolheu In Nomine Jesu.
Foi nomeado Arcebispo de Halifax em 30 de junho de 1998 e empossado em 14 de setembro do mesmo ano. Em 22 de janeiro de 2002 foi nomeado Administrador Apostólico de Yarmouth. Foi nomeado Arcebispo de Ottawa em 14 de maio de 2007 e empossado em 26 de junho do mesmo ano.
Depois de assumir a administração da diocese de Alexandria-Cornwall como Administrador Apostólico em janeiro de 2016, o Papa Francisco uniu esta diocese in persona episcopi com a Arquidiocese de Ottawa em 27 de abril de 2018 e nomeou Prendergast bispo diocesano conjunto das dioceses combinadas. Com a unificação total da Arquidiocese de Ottawa e da Diocese de Alexandria-Cornwall em 6 de maio de 2020, o Papa Francisco o nomeou Arcebispo de Ottawa-Cornwall. A inauguração ocorreu em 15 de março do mesmo ano. Em 30 de novembro de 2020, o Papa Francisco também o nomeou Administrador Apostólico de Hearst-Moosonee.
Em 4 de dezembro de 2020, o Papa Francisco aceitou a renúncia de Terrence Thomas Prendergast por motivos de idade.